# 北九州市民球場
北九州市民球場（きたきゅうしゅうしみんきゅうじょう）は、福岡県北九州市小倉北区の三萩野公園内にある野球場。施設は北九州市が所有し、北九州野球株式会社が指定管理者として運営管理を行っている。なお本球場に隣接する形で、事実上の補助グラウンドである三萩野球場（みはぎのきゅうじょう）がある。
パシフィック・リーグの福岡ソフトバンクホークスが準本拠地として年間2試合程度公式戦を開催している。

## 歴史
1950年代の小倉市内には小倉豊楽園球場があり、西鉄ライオンズ（現：埼玉西武ライオンズ）を中心にプロ野球の試合が年間10試合前後開催されていたが、国鉄小倉駅の移転により取り壊しが決まったため、豊楽園に代わる新しい球場として建設され、1958年4月5日に開場した。当時の正式名称は小倉市営野球場（こくらしえいやきゅうじょう）、通称は小倉球場であった。こけら落としは西鉄ライオンズ対阪急ブレーブス1回戦。同年春は平和台野球場が改装工事を行っていたため、これが西鉄の開幕戦となった。試合は7-2で西鉄が勝った。また球場初本塁打は4月7日の同カードで、西鉄・仰木彬が阪急・梶本隆夫から放った。
1963年、合併による北九州市発足に伴い北九州市営小倉野球場（きたきゅうしゅうしえいこくらやきゅうじょう）に改称。その後も長らくライオンズの準本拠球場として年間最大で20試合近くを開催してきた。特に1965年は西鉄主管70試合（当時ペナントレースは140試合制）を当球場と平和台球場で35試合ずつ分け合って開催したことがある（野球協約では、専用球場で主管試合の半数以上開催することが義務付けられている）。しかし1973年にライオンズが福岡野球（球団名：太平洋クラブ→クラウンライター）に譲渡されて以後は経費削減の一環でそれまで20試合以上開催していた小倉での試合が5-8試合と大幅に削減された。
1975年には読売ジャイアンツが九州・山口地方で初めての主催試合を開催した。この主催試合は1992年までほぼ継続して開催された。
1978年秋、ライオンズは埼玉県に本拠地を移転し福岡を去った。この影響でプロ野球公式戦の開催数が激減したが、1988年秋にダイエーが南海ホークスを買収して球団名を「福岡ダイエーホークス」に改称し、福岡に本拠地を移転する旨を発表。これを受けて北九州市は小倉球場を大規模改修し、翌1989年から球場名も現名称に改称した。同年以降、福岡ダイエーホークス（現：福岡ソフトバンクホークス）が準本拠地として年間5試合前後の主催公式戦を開催してきた。
しかし、親会社のダイエーの経営再建に際し、2003年12月に福岡ドームおよびその興行権がコロニー・キャピタルに売却され、スタンドの収容人員が少ないことなどから主催試合の地方球場開催が減少。2004年シーズンとソフトバンクホークス元年の2005年シーズンは、当球場でのホークス主催試合は年間1試合に減少した。
2005年11月、球場の管理・運営を行ってきた北九州野球株式会社が市から球場の指定管理者に指定され、公式戦の誘致を積極的に行ったことから、2006年シーズンは公式戦の開催数が3試合に増加した。一軍公式戦はほとんどがソフトバンク主催で行われている（2-3連戦のうちの1試合を割り当てる。大抵は平日3連戦の中日・水曜の試合が多い）が、二軍では読売ジャイアンツ・横浜DeNAベイスターズがイースタン公式戦、ソフトバンクがウエスタン公式戦をそれぞれ年間1試合開催している。
また、過去に関門海峡を挟んだ対岸の山口県下関市に一軍本拠地を、北九州市に二軍本拠地を置いていた横浜DeNAベイスターズが、近年当球場でオープン戦や公式戦を開催している。2008年と2012年には公式戦（交流戦）・ソフトバンク戦を1試合ベイスターズ主管で開催された。2011年もオープン戦にて同様のカードが開催された。
2008年と2009年は、四国・九州アイランドリーグの福岡レッドワーブラーズが主催試合の一部を開催した。
2022年度より九州アジアリーグに加盟した福岡北九州フェニックスは、3月発表の日程では9試合を実施する予定を組み、3月20日に初の公式戦が開催された。
アマチュア野球では、全国高等学校野球選手権大会・福岡予選の県大会が2年に1回当球場でおこなわれている。これは1997年まで当球場と平和台野球場を隔年で使用していたが、平和台球場が老朽化と遺跡の発掘調査などのために閉鎖されたため、1998年からは当球場・大牟田市延命球場・春日公園野球場・久留米市野球場の4球場で受け持っている（南北各地区の年毎持ち回り制であるため、北部地区唯一の開催球場である北九州市民球場では2年に1回行われる）。
他に九州六大学野球連盟のリーグ戦など大学野球の試合にも利用される。
1990年代後半には、小倉南区長野（長野城址付近・現在長野緑地として整備されている）に新たな野球場・陸上競技場を整備する計画があり、着工に向けた準備も進められていたが、文化財保護団体の反対等により 計画は事実上撤回された。

## 施設
球場の造りはかつての平和台野球場と類似している箇所が多い。また、球場に隣接するマンションなどからも試合を観戦することができる。
広告看板もある。クラウンライター撤退後は大幅に減少し、一時期はフェンス・スタンドとも広告看板なしとなったが、1989年のダイエーが進出後広告看板が設置（スタンド広告文字は当時の平和台と同じように青緑色で統一）されたことがあった。一時期、スタンド看板がライトスタンドの1枚だけの時期もあり、その時期には年に数試合行うソフトバンク主管試合では外野スタンドなどにイオン（スーパー）の広告が掲げられることがあった。2015年ごろから再びスタンドの広告看板が復活している。
通常、ソフトバンク主管試合では、ホームのソフトバンクが1塁側ベンチ、ビジターチームは3塁側ベンチを使用する。ただ、横浜が主管試合でソフトバンクと対戦した際には、3塁側ベンチを使用した（詳しくは後述）。

## 大規模改修事業
2013年には外野席をコンクリートむき出し階段席からベンチシートに改修、2014年には元々、両翼が狭くホームランの出やすい球場であることに加え、ソフトバンク戦においてグラウンドへの観客乱入が相次いだため、フェンスの高さを3.2mから5.2mにする改修が行われた。
2017年シーズン前には不評だった水はけの悪さを改善する工事を実施。7,000万円を投じて、内野グラウンドの土の総入れ替えを行った。この結果、バックネット前に描かれていた「KITAKYUSHU」のロゴは消滅した。2017年3月5日のソフトバンクvsヤクルトのオープン戦でこけら落としが行われた。
2017年10月から2018年3月までは内野スタンドの外壁補修工事が行われた。
2019年シーズンオフに改修工事が行われ、バックネット裏内野席がリニューアル。折り畳み式（カップホルダー付）の座席となった。また、外野スピーカーが新しくなり、高音質な音を届けられるようになる。男子用のトイレ・女子用のトイレがリニューアルされた。
2023年11月1日から2024年2月29日まではスコアボードの外壁補修工事が行われた。

## 施設概要

### 北九州市民球場
- グラウンド面積：12,320m2
- 両翼：92m、中堅：119m
- 収容人員：20,000人（内野 12,600人　外野 7,400人）
- 照明：6基（バッテリー間 4,200Lx　内野 3,700Lx　外野2,600Lx ）
- スコアボード：全面電光式（選手名表示部分で簡単なメッセージを表示できる）

### 三萩野球場
- 竣工：1957年4月1日
- グラウンド面積：10,108㎡
- 両翼：92ｍ、中堅：122ｍ
- 照明：6基
- スタンド：屋上に18席の「スコアラー席」がある
- 主に軟式野球中心

### 三萩野少年野球場
- 少年軟式野球（小学生まで）、またはソフトボールに限定

## 主なエピソード
- 1966年11月14日に行われた日米野球・読売ジャイアンツ（巨人）対ロサンゼルス・ドジャース戦で巨人・王貞治は3ランホームランを放ったが、前の走者（柴田勲）を追い越してしまい、野球規則でアウトとなりホームランは取り消された。
- 1981年4月22日に行われた読売ジャイアンツ対横浜大洋ホエールズ5回戦で、巨人の新人・原辰徳が大洋の遠藤一彦から自身初のサヨナラ本塁打を放つ。原がホームインの瞬間、原とともに喜びの共有を望んだ大量の取材陣とファン（その多くは原が過去に住んでいた場所でもあった福岡県民）が乱入し、球場開設以来史上初のお祭り騒ぎとなった。
- 1989年4月20日の福岡ダイエーホークス対オリックス・ブレーブス3回戦でダイエーの吉田豊彦が4安打1失点の完投勝利を収め、オリックスの開幕からの連勝を8で止める。この年ダイエーは北九州でのホームゲーム7試合すべてに勝利し、「北九州不敗神話」と言われた。なおこの年の北九州でのダイエーの試合結果は以下の通り。
  - 4月20日 3-1 オリックス・ブレーブス
  - 5月23日 8-3 ロッテオリオンズ
  - 5月30日 4-3 オリックス・ブレーブス
  - 7月4日 3-2 日本ハムファイターズ
  - 7月14日 8-7 西武ライオンズ
  - 7月18日 5-1 近鉄バファローズ
  - 8月18日 5-3 近鉄バファローズ
- 1998年3月28日、広島東洋カープが北九州初のホームゲームとして福岡ダイエーホークスとのオープン戦を主催。広島・大野豊、ダイエー・工藤公康の両エースの先発だったが、内之倉隆志の本塁打などでダイエーが9-4と快勝した。
- 1999年4月7日に開催された福岡ダイエーホークス対千葉ロッテマリーンズ2回戦では、ロッテが3回表に当時の球団記録であるイニング最多得点11を挙げるなど打線が爆発し、最終的に22対2で大勝[10]。大敗を喫したダイエー投手陣は2番手投手・土井雅弘が登板からいきなり4連続四球（自責点9）を記録し、最終的には21被安打・12与四球と崩壊した[11] が、同年のダイエーは福岡移転後11年目で初のパ・リーグ優勝および日本一を達成している。
- 2000年8月18日に行われた福岡ダイエーホークス対千葉ロッテマリーンズ19回戦の5回裏、ダイエー・秋山幸二がロッテ先発・黒木知宏から左前安打を放ち、プロ野球28人目の通算2000本安打を達成した。奇しくもこの試合はプロ生活20年目を迎えた秋山の、通算2000試合目の出場試合。2000試合出場と2000本安打を同時に達成したのは日本プロ野球史上初めてのことだった。
- 2001年5月3日に行われたイースタン・リーグ公式戦、読売ジャイアンツ対西武ライオンズでは、巨人・佐々木明義が隠し球に成功したほか、本塁打を打つなど大活躍。また、巨人投手・三澤興一が本塁打を打つなど二軍戦としては珍しくエピソードが多い試合となった。試合自体は、三井浩二の好投で西武が3-2で勝利を収めた。
- 2001年7月29日、福岡ダイエーホークス対大阪近鉄バファローズ21回戦が真夏にもかかわらずデーゲームで開催され、気温35度を超える中、観客20名が熱中症となり救急車6台が出動する騒ぎとなった。
- 2002年5月28日、福岡ダイエーホークス対西武ライオンズにおいて、和田一浩外野手が外野フェンスに激突し、左膝骨折の大怪我を負った（同年6月23日復帰）。
- 2003年4月9日、福岡ダイエーホークス対西武ライオンズ戦で和田毅が6回5安打無失点でプロ初勝利を飾った。
- 2004年6月2日に行われた福岡ダイエーホークス対千葉ロッテマリーンズでは15-5でロッテが快勝し、黒木知宏が1061日ぶりの勝利を飾る。
- 2007年3月5日に行われた横浜ベイスターズ対読売ジャイアンツのオープン戦で、同年巨人から横浜に移籍した仁志敏久が古巣・巨人と初顔合わせで、1番・二塁で出場。初回に三塁打を放つ。他にも、地元福岡県出身の吉村裕基がタイムリーを放ったり、フリーエージェントで横浜から巨人へ移籍した門倉健の好投、同じくトレードで横浜から巨人へ移籍した小田嶋正邦が7番・三塁で出場、ソフトバンクからトレードで巨人へ移籍した大道典嘉が6番・DHで九州に凱旋するなど話題が絶えない試合となった。結果は、3-2で横浜が巨人を下した。
- 2007年7月11日に行われた福岡ソフトバンクホークス対東北楽天ゴールデンイーグルスでソフトバンク先発・新垣渚が暴投を1つ記録し、1998年にヤクルトスワローズ・石井一久が樹立したシーズン最多暴投のプロ野球記録20に並んだ。その後新垣はプロ野球ワースト記録となるシーズン25暴投を記録している。
- 2008年4月2日に行われた福岡ソフトバンクホークス対北海道日本ハムファイターズでは、大隣憲司が6回2/3までノーヒットピッチングでプロ入り初完封でソフトバンクが9-0で勝利。一方の日本ハムは、5年ぶりの北九州での公式戦も、地元・福岡県出身の吉川光夫が多村仁の3ランなどで4回途中で降板するなどいいところがなかった。また、試合終了後、ファンが大量にグラウンドに乱入した。
- 2008年5月29日の横浜ベイスターズ対福岡ソフトバンクホークスでは、ソフトバンク・大隣憲司がレフト線へ本塁打を放った。前日には新大分球場でリック・ガトームソンが本塁打を放っており、2試合連続でパ・リーグの同一チームの投手が本塁打を放つのは史上初のこと。この試合は、元々当地を2軍の初代本拠地としていたベイスターズの主催試合となったため、同球場を含む福岡県内を本来の保護区域としているホークスは、この日に限りビジターになった。
- 2009年5月13日の福岡ソフトバンクホークス対千葉ロッテマリーンズ戦では福浦和也の今季初本塁打などでロッテが7-0と快勝。大嶺祐太がプロ初完投・初完封を達成し、ボビー・バレンタイン監督への良い誕生日プレゼントとなった。
- 2011年4月13日、読売ジャイアンツ対東京ヤクルトスワローズ2回戦がナイターで開催。巨人主催の北九州での公式戦は1991年5月16日の対横浜大洋ホエールズ戦以来20年ぶり。またこの年は東日本大震災の発生により当初予定より開幕が遅れ、前日のユーピーアールスタジアム（山口県宇部市）と北九州の地方開催2連戦が巨人のホーム開幕となった。試合はアレックス・ラミレスと高橋由伸の2本の本塁打などで3-0で巨人が勝利し、1975年からの北九州での公式戦の連勝を『11』に更新している。
- 2011年8月31日のオリックス・バファローズ戦以降、福岡ソフトバンクホークスは1分けを挟んで8連敗を喫していたが、2016年7月20日のオリックス戦で5年ぶりの勝利を収め連敗をストップした[12]。
- 2011年10月には第38回社会人野球日本選手権大会を行う予定だったが、東日本大震災のため中止となった。これは2010年からの同大会改革により、第1ステージ（1回戦）をこれまでの大阪ドーム（京セラドーム大阪）の1箇所ではなく、全国4-5箇所に分割して開催するというもので、2010年に使用された倉敷マスカットスタジアムに代わって、香川県営球場（レクザムスタジアム）とともに機能を移転して行うというものだった。2012年から日本選手権は第1ステージも全部京セラドーム単一開催に戻すため、北九州では1試合も開催されないまま分割開催廃止となった。

## 近年の開催実績
| 試合日        | ホーム       | ビジター     | スコア | 観客数   |
| ------------- | ------------ | ------------ | ------ | -------- |
| 2001年4月18日 | ダイエー     | ロッテ       | 10-3   |          |
| 2001年5月22日 | ダイエー     | 日本ハム     | 9-3    |          |
| 2001年6月27日 | ダイエー     | オリックス   | 2-10   |          |
| 2001年7月29日 | ダイエー     | 近鉄         | 3-6    |          |
| 2001年8月13日 | ダイエー     | 西武         | 9-8    |          |
| 2002年4月2日  | ダイエー     | ロッテ       | 10-0   |          |
| 2002年4月26日 | ダイエー     | オリックス   | 2-5    |          |
| 2002年5月28日 | ダイエー     | 西武         | 8-1    |          |
| 2002年8月27日 | ダイエー     | 日本ハム     | 17-7   |          |
| 2003年4月8日  | ダイエー     | 西武         | 4-6    |          |
| 2003年4月9日  | ダイエー     | 西武         | 8-0    |          |
| 2003年4月22日 | ダイエー     | 日本ハム     | 12-2   |          |
| 2004年6月2日  | ダイエー     | ロッテ       | 5-15   |          |
| 2005年4月19日 | ソフトバンク | オリックス   | 12-0   | 15,960人 |
| 2006年3月29日 | ソフトバンク | 西武         | 4-13   | 14,245人 |
| 2006年6月28日 | ソフトバンク | オリックス   | 7x-6   | 18,326人 |
| 2007年4月11日 | ソフトバンク | ロッテ       | 5-9    | 18,312人 |
| 2007年7月11日 | ソフトバンク | 楽天         | 10-11  | 18,327人 |
| 2008年4月2日  | ソフトバンク | 日本ハム     | 9-0    | 17,721人 |
| 2008年5月29日 | 横浜         | ソフトバンク | 5-6    | 17,186人 |
| 2008年6月27日 | ソフトバンク | 楽天         | 3-2    | 17,889人 |
| 2009年5月13日 | ソフトバンク | ロッテ       | 0-7    | 16,242人 |
| 2010年4月21日 | ソフトバンク | 西武         | 7-1    | 16,746人 |
| 2010年6月23日 | ソフトバンク | 日本ハム     | 3-9    | 17,763人 |
| 2011年4月13日 | 巨人         | ヤクルト     | 3-0    | 14,600人 |
| 2011年4月20日 | ソフトバンク | 楽天         | 10-3   | 15,711人 |
| 2011年8月31日 | ソフトバンク | オリックス   | 7-12   | 19,214人 |
| 2012年4月11日 | ソフトバンク | 日本ハム     | 0-14   | 16,546人 |
| 2012年5月31日 | DeNA         | ソフトバンク | 2-2    | 10,310人 |
| 2013年4月10日 | ソフトバンク | オリックス   | 2-4    | 17,131人 |
| 2013年7月24日 | ソフトバンク | 楽天         | 4-9    | 20,851人 |
| 2014年5月9日  | ソフトバンク | 西武         | 4-6    | 18,383人 |
| 2014年7月22日 | ソフトバンク | ロッテ       | 3-4    | 21,005人 |
| 2015年5月19日 | ソフトバンク | オリックス   | 5-8    | 17,855人 |
| 2015年7月20日 | ソフトバンク | ロッテ       | 中止   |          |
| 2016年5月17日 | ソフトバンク | 日本ハム     | 2-7    | 18,603人 |
| 2016年7月20日 | ソフトバンク | オリックス   | 2-1    | 21,290人 |
| 2017年4月25日 | ソフトバンク | 日本ハム     | 7-5    | 17,524人 |
| 2017年7月19日 | ソフトバンク | 西武         | 10-6   | 21,500人 |
| 2018年4月24日 | ソフトバンク | 西武         | 中止   |          |
| 2018年7月18日 | ソフトバンク | 西武         | 5-12   | 21,513人 |
| 2019年5月14日 | ソフトバンク | 西武         | 7-11   | 20,852人 |
| 2019年7月17日 | ソフトバンク | 日本ハム     | 0-4    | 21,478人 |
| 2020年4月16日 | ソフトバンク | オリックス   | 中止   |          |
| 2020年7月9日  | ソフトバンク | 楽天         | 中止   |          |
| 2021年4月20日 | ソフトバンク | 楽天         | 6-4    | 9,801人  |
| 2021年6月30日 | ソフトバンク | 西武         | 9-1    | 4,897人  |
| 2022年4月16日 | ソフトバンク | 楽天         | 5-6    | 18,709人 |
| 2022年7月20日 | ソフトバンク | 楽天         | 3-17   | 16,725人 |
| 2023年4月25日 | ソフトバンク | 楽天         | 中止   |          |
| 2023年7月12日 | ソフトバンク | 西武         | 2-4    | 17,861人 |
| 2024年4月11日 | ソフトバンク | 日本ハム     | 6-3    | 19,438人 |
| 2024年6月21日 | ソフトバンク | ロッテ       | 9-4    | 18,568人 |

| 試合日        | ホーム       | ビジター     | スコア | 観客数   |
| ------------- | ------------ | ------------ | ------ | -------- |
| 1998年3月4日  | ダイエー     | オリックス   |        |          |
| 1998年3月7日  | 巨人         | 近鉄         | 3-3    | 18,000人 |
| 1998年3月28日 | 広島         | ダイエー     | 4-9    |          |
| 1999年3月4日  | ダイエー     | オリックス   |        |          |
| 1999年3月7日  | 巨人         | 日本ハム     | 5-6    | 17,000人 |
| 2001年3月12日 | ダイエー     | 広島         |        |          |
| 2002年3月10日 | ダイエー     | 広島         |        |          |
| 2006年3月4日  | 横浜         | 中日         | 2-2    | 6,748人  |
| 2007年3月5日  | 横浜         | 巨人         | 3-2    | 4,486人  |
| 2011年3月10日 | 横浜         | ソフトバンク | 2-4    | 4,310人  |
| 2024年3月2日  | ソフトバンク | DeNA         | 5-3    | 11,816人 |

| 試合日        | ホーム           | ビジター               | スコア | 観客数  |
| ------------- | ---------------- | ---------------------- | ------ | ------- |
| 1998年5月3日  | 巨人             | 西武                   | 5-4    |         |
| 1998年7月5日  | ダイエー         | 中日                   | 2-9    |         |
| 1999年5月3日  | 巨人             | ヤクルト               | 4-3    |         |
| 2000年5月5日  | 巨人             | ヤクルト               | 2-7    |         |
| 2000年7月2日  | ダイエー         | 広島                   | 0-3    |         |
| 2001年5月3日  | 巨人             | 西武                   | 2-3    |         |
| 2001年6月3日  | ダイエー         | 中日                   | 6-0    |         |
| 2002年5月3日  | 巨人             | ヤクルト               | 1-1    |         |
| 2003年5月5日  | 巨人             | 西武                   | 1-4    |         |
| 2004年5月2日  | 巨人             | 西武                   | 2-4    |         |
| 2005年8月28日 | 巨人             | インボイス（西武二軍） | 12-2   |         |
| 2006年5月28日 | ソフトバンク     | 巨人                   | 6-2    |         |
| 2007年6月17日 | 湘南（横浜二軍） | ソフトバンク           | 5-4    |         |
| 2007年7月29日 | ソフトバンク     | 中日                   | 11-1   |         |
| 2009年7月18日 | ソフトバンク     | 広島                   | 3-2    |         |
| 2010年7月31日 | ソフトバンク     | 広島                   | 13-0   |         |
| 2011年8月12日 | ソフトバンク     | 阪神                   | 6-3    | 3,828人 |
| 2012年7月31日 | ソフトバンク     | 広島                   | 4-12   | 1,605人 |
| 2013年7月30日 | ソフトバンク     | 巨人                   | 10-6   | 2,516人 |

- 入場者数は2004年以前の試合は、主催者側の判断による概数。2005年以降はチケットの発券枚数による実数。

## 交通
- 北九州モノレール 香春口三萩野駅下車後徒歩約9分、片野駅下車後徒歩約11分
- 西鉄バス北九州　小倉駅バスセンター5番乗り場より8番系統「霧ヶ丘三丁目」行きに乗車「北九州市民球場前」バス停下車後すぐ

## 北九州野球
北九州野球株式会社は、地元企業47社の出資によって運営されている企業。以前から北九州市の委託を受けてプロ公式戦の興行や球場内レストランの運営など施設管理を行ってきた。
2005年11月に三萩野公園内の北九州市民球場・三萩野球場・三萩野少年野球場の3施設に指定管理者制度が導入された際、翌2006年4月からの3年契約で指定管理者に指定された。その後、2009年4月1日から2014年3月31日まで の、北九州市民球場および三萩野球場 の指定管理者にも指定されている。